# Джеладзе, Звиад Анзорович
Звиа́д Анзо́рович Джела́дзе (груз. ზვიად ანზორის ძე ჯელაძე; род. 16 декабря 1973, Сухуми, Грузинская ССР, СССР) — грузинский футболист, защитник; тренер.

## Карьера игрока
Джеладзе начал свою карьеру в «Цхуми», в команде отыграл 3 сезона. Из-за начавшейся войны в Абхазии клуб был расформирован, а Джеладзе перешёл в клуб 1-й лиги «Анци». Сезон 1994/95 начал в клубе «Самтредиа». Затем он был подписан тбилисским «Динамо», грандом грузинского футбола.
В 1999 уехал в Россию, где начал играть за клуб Первой лиги, «Сокол» (Саратов). Дебютировал в России 4 мая 1999 года, выйдя на замену в матче против «Торпедо-Виктория», его команда победила со счётом 2:0. Последний матч Джеладзе за клуб 7 ноября завершился с таким же счётом, соперником был «Арсенал Тула».
После «Сокола» играл за «Локомотив» (Санкт-Петербург). Дебютный матч провёл 9 апреля 2000 года против одноимённого клуба из Читы, питерский клуб проиграл со счётом 2:0. Через десять дней он отличился первым голом в России — с пенальти на 66-й минуте в ворота клуба «Спартак-Чукотка», итоговый счёт 3:1 в пользу железнодорожников. Второй гол за «Локомотив» Джеладзе забил уже с игры в матче против своего будущего клуба, смоленского «Кристалла», это был гол престижа, «Локо» проиграл со счётом 3:1. Следующий матч 11 июля против «Шинника» стал для него последним в футболке «Локомотива», игра закончилась вничью 2:2.
Новым клубом Джеладзе стал «Кристалл» (Смоленск). Первый матч за клуб был сыгран 4 августа 2000 года против «Газовик-Газпром», он окончился поражением клуба Джеладзе со счётом 3:1. 6 октября Джеладзе в матче с «Рубином» заработал своё первое в российских лигах удаление, несмотря на это, его команда уверенно выиграла со счётом 3:0. Следующий матч он провёл против своего бывшего клуба, «Сокола». «Кристалл» разгромил соперника со счётом 6:2. Через десять дней Джеладзе снова получил красную карточку за минуту до финального свистка в матче с липецким «Металлургом», тем не менее смоленский клуб победил со счётом 2:1. Последний матч за команду он сыграл 25 июля 2001 года против «Томи», игра завершилась вничью 1:1.
В 2001 году, вместе с Тенгизом Сичинавой, на полгода подписал контракт с «Балтикой». Примечательно то, что через несколько дней Джеладзе сыграл против своего предыдущего клуба, «Балтика» выиграла со счётом 2:0. Единственный гол за «Балтику» он забил, открыв счёт с пенальти в игре против «Локомотива» из Читы, калининградский клуб победил со счётом 2:1. Свой последний матч за команду он не доиграл, будучи заменённым за пять минут до конца игры, «Балтика» обыграла «Ладу» со счётом 4:2.
В 2002 году Джеладзе вернулся в «Кристалл», второй этап пребывания в клубе был начат 28 марта с уверенной победы со счётом 3:0 над «Воронежем». Через один тур Джеладзе был удалён в игре против «Спартака» из Нальчика, тем не менее, его команда выиграла с минимальным счётом. Завершился данный этап матчем против красноярского «Енисея», он был проигран со счётом 1:0. Позже он вернулся в «Балтику», последний матч в ПФНЛ он провёл против «Металлург-Кузбасс», он закончился без голов.
Во время карьеры в России он играл только в Первом дивизионе, за исключением «Содовика» (Второй дивизион — 2004). Во время игры за «Содовик» он был уличён в использовании поддельного паспорта гражданина России, клуб был оштрафован и подвергнут санкциям в виде снятия 57 очков (набранные в тех играх, в которых принимал участие Звиад). После этого инцидента Джеладзе вернулся в Грузию и стал игроком «Динамо-Сухуми».
Последним клубом Джеладзе стал казахстанский «Восток», за который он провёл 86 матчей, прежде чем завершить карьеру в 2009 году.
Джеладзе играл за сборную Грузии с 1996 по 1998 год и провёл за команду три матча.

## Тренерская карьера
В октябре 2011 года Джеладзе стал тренером «Гагра» Тбилиси, клуба, который по итогам сезона 2010/11 повысился в классе до Высшего дивизиона. Как победитель кубка Грузии «Гагра» встретилась с «Зестафони» в матче за суперкубок 29 мая 2012 года, команда Джеладзе проиграла со счётом 1:3. В сезоне 2011/12 «Гагра» заняла предпоследнее место в чемпионате и была понижена в классе, тем не менее, клуб дошёл до полуфинала кубка, где по голам выезда проиграл будущему триумфатору, «Диле» (2:2). В июле 2012 года Джеладзе на три дня приезжал в Мариуполь для ознакомления с работой местного «Ильичёвца».
В 2014 году возглавил академию «Динамо» Тбилиси до 17 лет. В 2016 году стал новым главным тренером клуба «Саповнела», сменив Мариана Гецадзе, который остался в клубе на должности ассистента Джеладзе.

## Достижения
- Чемпион Грузии (2): 1996/97, 1997/98
- Серебряный призёр чемпионата Грузии (2): 1991/92, 1994/95
- Обладатель Суперкубка Грузии (2): 1996, 1997
- Обладатель Кубка Грузии (2): 1996/97, 1997/98
- Финалист Кубка Грузии (2): 1990, 1991/92
- Победитель Первой лиги Грузии: 2004/05
- Бронзовый призёр Первого дивизиона России: 1999

## Личная жизнь
Его брат, Гизо Джеладзе, также футболист, братья неоднократно выступали вместе за различные клубы.